# Péaule
Péaule é uma comuna francesa na região administrativa da Bretanha, no departamento Morbihan. Estende-se por uma área de 39,07 km². Em 2010 a comuna tinha 2 751 habitantes (densidade: 70,4 hab./km²).